# E-učenje
Elektroničko učenje ili e-učenje (engl. e-learning), uporaba elektroničkih medija, edukacijske tehnologije te informacijskih i komunikacijskih tehnologija (ICT) u naobrazbi.
Danas se sve češće susreće u praktičnoj primjeni. Osim osnovne upotrebe multimedije i interneta u sklopu svakodnevnog formalnog obrazovanja, danas se putem sustava e-učenja omogućava i organizacija konferencija, kao i tzv. E-learning akademije, online obrazovanja zaposlenika u nekim tvrtkama te različiti komercijalni tečajevi.
Današnje doba modernih tehnologija i globalizacije donosi brze promjene u svim aspektima ljudskog života. Svakim danom stvaraju se nove informacije, a opći razvoj kontinuirano zahtijeva nova znanja i vještine. Javlja se potreba za što bržim, pravovremenim obrazovanjem, koje će istovremeno biti otvoreno, široko dostupno.

"Početak obrazovanja na daljinu na sveučilišnoj razini dogodio se u SAD-u krajem 19. stoljeća, kad je pokrenuto više inicijativa za obrazovanje putem dopisnih studija. Već početkom 20. stoljeća pozornost je usmjerena kreiranju novih pedagoških modela za dopisne studije, kao i standardima kvalitete za njihovo provođenje. (…) Računalna tehnologija omogućila je interaktivno poučavanje u obrazovanju na daljinu koje je vođeno posebno dizajniranim obrazovnim softverom (engl. courseware), a prvi takvi sustavi pojavili su se približno 1960. godine. (…) Poseban napredak u korištenju računala za obrazovanje omogućila je tehnologija multimedijalnog CD-ROM-a, a svojevrsna tehnološka i pedagoška revolucija u obrazovanju na daljinu nastupila je s razvojem World Wide Weba." Naveliko se koristi kod obrazovanja na daljinu.

## Definicija e-učenja
Osnovna definicija e-učenja kaže kako je to "...korištenje multimedije i Interneta u svrhu poboljšanja kvalitete učenja - omogućavanjem pristupa udaljenim izvorima i uslugama i omogućavanjem suradnje i komunikacije i na daljinu." (ETF - E-learning Strategy Task Force)

### Klasifikacija
Današnji oblici e-učenja obuhvaćaju različite aspekte korištenja ICT-a u obrazovanju, pa ovisno o intenzitetu i načinu korištenja ICT-a razlikujemo nekoliko oblika e-učenja:
- klasična nastava - nastava u učionici (f2f ili face-to-face);
- nastava uz pomoć ICT-a - tehnologija u službi poboljšanja klasične nastave (ICT supported teaching and learning);
- hibridna ili mješovita nastava - kombinacija nastave u učionici i nastave uz pomoć tehnologija (hybrid, mixed mode ili blended learning);
- online nastava - nastava je uz pomoć ICT-a u potpunosti organizirana na daljinu (fully online).

## Prednosti i nedostaci e-učenja
"Dizajniranje i izrada kvalitetnog i funkcionalnog sustava za e-obrazovanje u pravilu zahtijeva znatna sredstva te mnogo vremena i truda ako se želi cijeli nastavni predmet ili kolegij staviti na internet. (…) Ulaganja u pripremu za on-line izvođenje jedne nastavne jedinice obično su višestruko veća nego kod off-line nastave uživo." Zbog svega toga vrlo je važno u konkretnoj situaciji prije uvođenja sustava e-učenja odvagnuti njegove prednosti i nedostatke.

### Prednosti
- E-učenje omogućava korisnicima kvalitetno sudjelovanje u nastavi i kada to pitanje udaljenosti, rasporeda i sličnih okolnosti praktički čine nemogućim. Široka dostupnost istovremeno omogućava i istovremeno sudjelovanje velikog broja korisnika.
- U potpunosti modernizirana e-učionica otvorena je 24 sata dnevno, što omogućava najefikasnije moguće iskorištavanje vremena. Korisnici sami biraju kada će i kako pristupiti e-učenju budući da imaju stalan pristup materijalima i nastavi koju polaze.
- E-učenje putem interneta omogućava posebno dinamičnu interakciju između instruktora i polaznika, kao i polaznika međusobno. Svaki pojedinac doprinosi nastavi pokretanjem, odnosno sudjelovanjem u raspravama koje se tiču dotične teme.
- U sklopu sustava lako je omogućena integracija i pristup drugim izvorima bitnima za gradivo koje se podučava.

### Nedostaci
- E-učenje zahtijeva od korisnika određena znanja i vještine kako bi se mogli njime koristiti. Bez određene računalne pismenosti, gradivo integrirano u sklopu elektroničkog sustava učenja postaje potpuno beskorisno. Osim tih znanja, za provođenje e-nastave bitno je i da svaki od korisnika ima za to određenu opremu.
- Ni najkvalitetnija oprema na kojoj se izvodi e-nastava nije stopostotno pouzdana. Čak ni kada mogući tehnički problemi ne dovedu do prekida u izvođenju e-nastave, svakako će doprinijeti padu koncentracije korisnika, a samim time i padu kvalitete e-učenja.
- Omogućavanjem samostalnijeg određivanja načina i vremena učenja, e-učenje svojim učenicima donosi i veću odgovornost. U određenim oblicima e-učenja oni se tako sami moraju motivirati, individualno procjenjivati potrebu za učenjem, što može dovesti do upitnih rezultata i objektivno slabog napretka u procesu učenja.
- Jedan već razrađen sustav e-učenja nailazi na probleme s autorskim pravima za sadržaje određenog tečaja i sl., kao i na pojavu sličnih nelojalnih ili pak kvalitetnijih tečajeva drugih autora. Sustav zahtijeva određenu tehničku podršku, koja košta, i stalan razvoj u skladu s razvojem tehnologije kojom se koristi.

## Sustavi za e-učenje
Tipičan sustav za e-učenje u osnovi je web aplikacija kojoj korisnici pristupaju putem web preglednika na svojim računalima. Korisnici mogu pristupati sustavu za e-učenje s bilo kojeg računala dok god imaju pristup internetu. Uobičajeno je da se ovakvi sustavi instaliraju na web poslužiteljima (engl. server) koji se nalaze u školi, fakultetu ili nekoj drugoj organizaciji, pri čemu pružaju mogućnost kreiranja tečajeva za e-učenje koji tako postaju mjesta za postavljanje i dijeljenje materijala, online diskusije, rješavanje kvizova, predaju zadaća itd. Zahvaljujući svojoj jednostavnosti korištenja i fleksibilnosti, Moodle je trenutno najpopularniji sustav za e-učenje koji se koristi diljem svijeta.

## Zaključak
Unatoč svim prednostima e-učenja, ono danas ne može zamijeniti klasičan pristup učenju i obrazovanju općenito. Posebice u dubljem razmatranju širenja najrazvijenijeg oblika e-učenja (onog u potpunosti organiziranog na daljinu), javljaju se pitanja relativne kvalitete rezultata, kao i samog tijeka takvog učenja te upitna individualizacija cijelog procesa.

"Suprotno onom što često čujemo, e-learning nije samo alat, zapravo uopće nije alat. E-learning je vrsta komunikacijskog kanala, kanala kroz koji se odvija učenje. Poput komunikacije licem u lice, poput tiska ili telefona. Poput TV i audio-video sustava." ("E-learning's greatest hits", Clive Shepherd)
Proces pripreme elemenata tečajeva za e-učenje je svakako kreativniji i složeniji od puke replikacije nastavnog procesa kroz nastavne jedinice pri čemu treba naglasiti kako je hibridno učenje koje koristi najbolje značajke tradicionalnog i e-učenja idealan koncept za budućnost obrazovanja. Nastavnicima se tako pruža mogućnost isporuke većine nastavnih sadržaja u online okruženju pri čemu se vrijeme provedeno u učionici može iskoristiti za raspravu, pitanja i rješavanje eventualnih problema s polaznicima. Nadalje, online diskusije pružaju priliku brojnim polaznicima izraziti se na način koji u učionici ne bi mogli zbog sramežljivosti ili nesigurnosti. Ovo je olakotna okolnost za one polaznike kojima treba više vremena za sastaviti pitanja ili pripreme odgovore u online raspravi. Ako se pri implementaciji sustava za e-učenje sistematično u obzir uzmu tehnološki i pedagoški aspekti e-učenja njihova primjena može znatno unaprijediti efektivnost i efikasnost učenja. Poznato je da ljudi uče na različitim razinama i na različite načine, pa će učenje biti najefektivnije i najefikasnije onda kada su nastavni materijali maksimalno individualizirani i prilagođeni potrebama polaznika, čemu e-učenje izrazito doprinosi.

## Vanjske poveznice
- ITdesk.info - projekt računalne e-edukacije sa slobodnim pristupom (hrv.)
- elearningnrw.de  Arhivirana inačica izvorne stranice od 17. veljače 2021. (Wayback Machine) (njem.)
- Besplatna e-knjiga s 311 savjeta o upravljanju sustavom za e-učenje (eng.)
- E-learning akademija aktivna unutar EU i Hrvatske (eng.)